# Lyroglossa
Lyroglossa là một chi thực vật có hoa trong họ, Orchidaceae.